# 제임스 위트모어 주니어

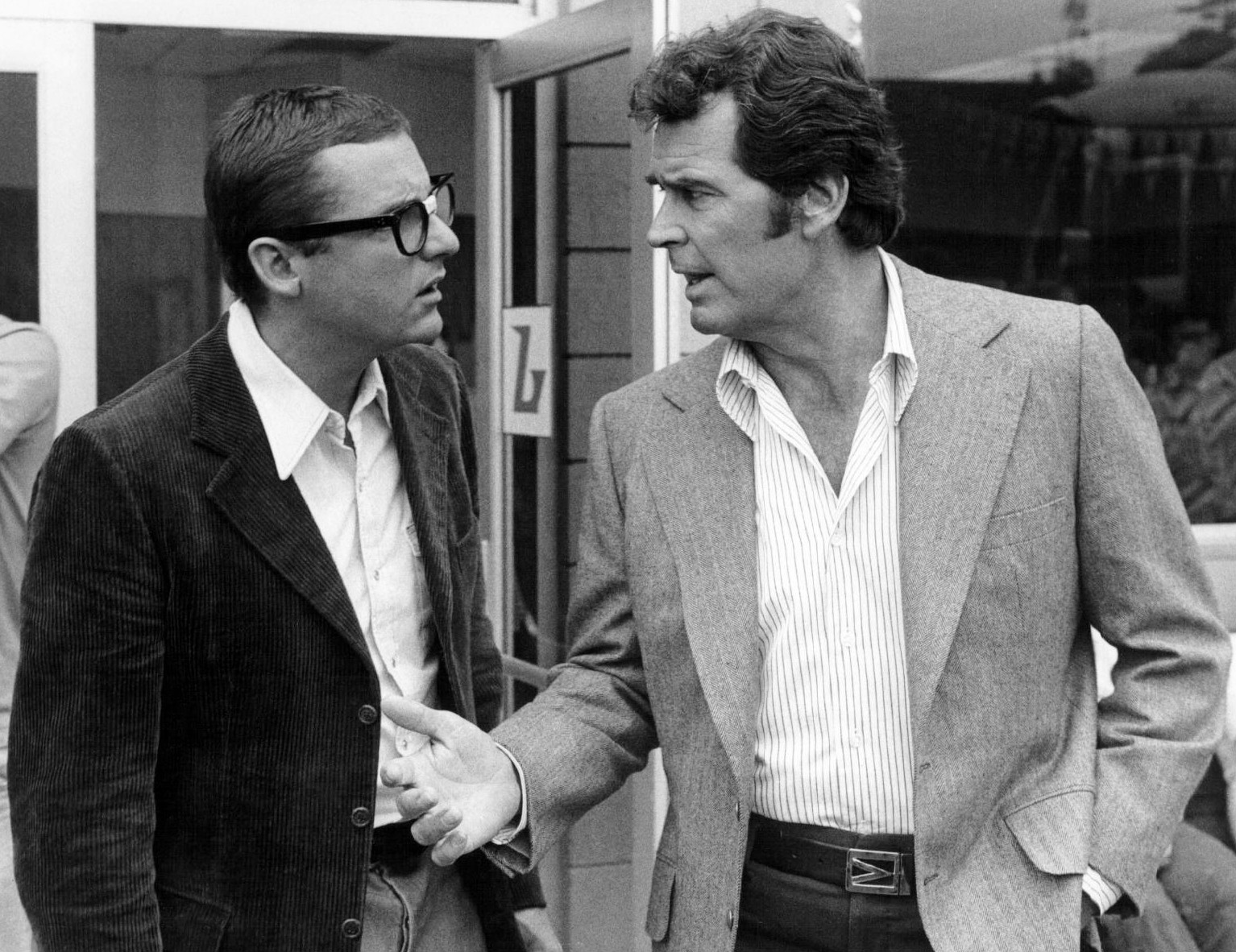

제임스 위트모어 주니어(James Whitmore Jr., 1948년 10월 24일 ~ )는 미국의 배우, 텔레비전 감독, 각본가이다.
맨해튼에서 태어났다.

## 작품 목록

### 영화 연출
- Crowfoot (1995)

### 영화 출연
- 3중대의 병사들 (1978)
- 척 노리스의 로건 (1979, A Force of One)
- 롱 라이더스 (1980) - 제이컵 릭슬리 역
- 악몽의 베트남 (1984, Purple Hearts)
- 생사의 여객기 (1984, Flight 90: Disaster on the Potomac)
- 여소방관 신디 (1986, Firefighter)
- Stringer (1992)

### 텔레비전 연출
- 립타이드 (1985)
- 21 점프 스트리트 (1987-90)
- The Commish (1993-95)
- 베벌리힐스 아이들 (1993-96)
- 레니게이드 (1994)
- 엑스파일 (1995)
- 프리텐더 제로드 (1996-99)
- 프로파일러 (1997-98)
- Brooklyn South (1998)
- 뱀파이어 해결사 (1998-99)
- 참드 (1999)
- Get Real (2000)
- 로즈웰 (2000-01)
- 엔젤 (2001)
- 24 (2002-03)
- 스타 트렉: 엔터프라이즈 (2002-03)
- 데드 라이크 미 (2003-04)
- 콜드 케이스 (2003-05)
- NCIS (2004-23)
- 본즈 (2006)
- 제리코 (2006-08)
- 굿 와이프 (2009-16)
- NCIS: 로스앤젤레스 (2009-19)
- 베이거스 (2013)

### 텔레비전 출연
- 제8 전투비행대 (1976-77)
- 매그넘 P.I. (1981-82)
- 날으는 슈퍼맨 위대한 영웅 (1981-03)
- 달리는 사이먼 (1981-86)
- 출동! 에어울프 (1984) - 샘 로퍼 소령 역
- 탐정수첩 (1984-85)
- 광속인간 샘 (1991-93)
- 베벌리힐스 아이들 (1995)